# Amiruldin Asraf
Amiruldin Asraf (* 8. Januar 1997 in Singapur), mit vollständigen Namen Muhammad Amiruldin Asraf Bin Muhammad Nodin, ist ein singapurischer Fußballspieler.

## Karriere

### Verein
Amiruldin Asraf erlernte das Fußballspielen in der Jugendmannschaft vom Balestier Khalsa und in der National Football Academy in Singapur. Seinen ersten Vertrag unterschrieb er 2016 bei Home United. 2018 wurde er mit Home Vizemeister. Den Singapore Community Shield gewann der Verein 2019. Im Spiel gegen Albirex Niigata (Singapur) gewann man im Elfmeterschießen. Im Februar 2020 wurde der Verein von Home United in Lion City Sailors umbenannt. 2021 feierte er mit den Sailors die singapurische Meisterschaft. Im Februar 2022 gewann der mit den Sailors den Singapore Community Shield. Das Spiel gegen Albirex Niigata (Singapur) gewann man mit 2:1. Nach 64 Ligaspielen wechselte er am 1. Juli 2023 zum ebenfalls in der ersten Liga spielenden Young Lions.

### Nationalmannschaft
Amiruldin Asraf spielte 2019 dreimal in der U22- und einmal in der U23-Nationalmannschaft.

## Erfolge
Lion City Sailors
- Singapurischer Meister: 2021
- Singapurischer Vizemeister: 2018
- Singapore Community Shield: 2019, 2022